# Neckar-Gruppe

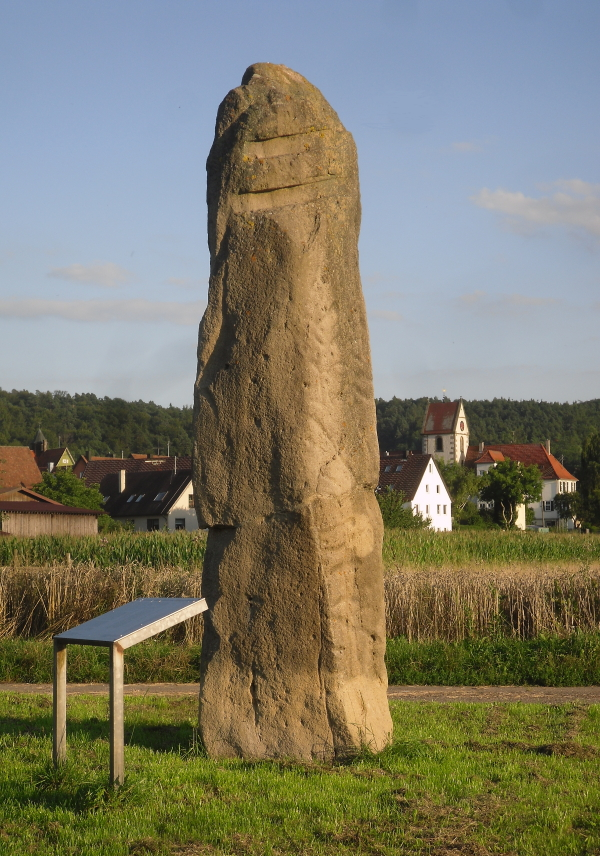
Menhir von Weilheim

Die Neckar-Gruppe bezeichnet eine frühbronzezeitliche Regionalgruppe in Baden-Württemberg. Sie wurde 1988 durch Rüdiger Krause benannt. Das Verbreitungsgebiet erstreckte sich in etwa von Tübingen im Süden bis nach Heilbronn im Norden. Die Fundplätze liegen häufig entlang des Neckars. Bekannt ist der so genannte Menhir von Weilheim, der dieser Gruppe zugeordnet wird. Auf ihm sind fünf Stabdolche eingemeißelt. Die größte bislang bekannte Nekropole wurde in der Nähe von Remseck-Aldingen ausgegraben. Sie bestand aus 34 Gräbern mit 37 bestatteten Individuen. 
Benachbarte Kulturgruppen der Frühbronzezeit sind im bayerischen Alpenvorland die Straubinger Gruppe, an Bodensee und Hochrhein die Singener Gruppe. Im Norden liegt das Verbreitungsgebiet der Adlerberg-Gruppe.